# Yvonne Rokseth
Yvonne Rokseth, geborene Rihouët (* 17. Juli 1890 in Maisons-Laffitte; † 23. August 1948 in Straßburg), war eine französische Musikwissenschaftlerin, Hochschullehrerin und Bibliothekarin, Organistin und Komponistin.
Yvonne Rihouët, die nach ihrer zweiten Heirat 1925 mit dem Romanistikprofessor Pierre Rokseth als Yvonne Rokseth bekannt wurde, hatte während ihrer Gymnasialzeit am Pariser Konservatorium Orgel- und Klavierunterricht. Sie erwarb 1915 Diplome in Naturwissenschaften und Philosophie und setzte zugleich ihre musikalische Ausbildung an der Schola Cantorum bei Abel Decaux (Orgel) und Vincent d’Indy (Komposition) fort.
Als Organistin wirkte sie an der lutherischen Auferstehungskirche und trat in den 1920er Jahren auch mit eigenen Kompositionen, darunter Liedern, Quartetten, Quintetten und einer Fantasie für Klavier und Orchester hervor. Sie übersetzte Schriften von Karl Nef und gab 1925 Deux livres d’orgue edités par Pierre Attaingan (1531) heraus. 1930 erschien ihre 1921 unter Leitung von André Pirro entstandene musikwissenschaftliche Dissertationsschrift La musique d’orgue au XVe siècle et au début du XVIe im Druck.
Sie wurde Mitglied der Kommission der Französischen Nationalbibliothek zur Katalogisierung des Bibliotheksbestandes des Pariser Konservatoriums und erlangte 1934 das Diplom als Bibliothekarin. Zugleich legte sie die ersten Fundamente für die Einrichtung einer Musikabteilung an der Bibliothèque National de France (BNF). 1937 wurde sie an die Universität Straßburg berufen, wo das Fach Musik seit dessen Gründung im Jahr 1872 durch Gustav Jacobsthal und die spätere Lehrtätigkeit von Friedrich Ludwig (Musikwissenschaftler) und Théodore Gérold auf die Erforschung des Mittelalters gerichtet war. Dort organisierte sie neben ihrer Lehr- und Forschungstätigkeit auch zahlreiche Konzerte. Sie engagierte sich auch in der französischen Résistance und lebte, nachdem sie 1943 knapp einer Verhaftung entgangen war, bis zum Ende des Krieges im Verborgenen und wirkte an der Untergrund-Universität in Clermont-Ferrand. 1945 entstand ihr Te Deum und nahm sie ihre Lehr- und Forschungstätigkeit in Straßburg wieder auf.
Yvonne Rokseths Tochter aus erster Ehe, Odile Ledieu, war mit dem Musikwissenschaftler und Chordirigenten Guillaume de Van verheiratet.

## Schriften
- Hrsg.: Deux livres d’orgue parus chez Pierre Attaingnant en 1531, 1925
- Hrsg.: Charles Nef: Histoire de la musique. Ed. francaise augmentee de nombreux exemples... , 1925
- La musique d’orgue au XVe siecle et au debut du XVIe, 1930
- Hrsg.: Treize motets et un prelude pour orgue parus chez Pierre Attaingnant en 1531, 1930
- La musique d’orgue du XIIIe au XVIIe siecle, Artikelserie im Bulletin trimestriel des amis de l’orgue Nr. 6–24, 1931–36
- Grieg, Paris 1933.
- Hrsg.: Polyphonies du XIIIe siecle. Le manuscrit H 196 de la Faculte de medecine de Montpellier, Tome I: Réproduction photographique du manuscrit, Paris 1935.
- Hrsg.: Lamentation de la Vierge au pied de la Croix. XIIIe siecle., 1937
- Polyphonies du XIIIe siecle. Le manuscrit H 196 de la Faculte de medecine de Montpellier, Tome II/III: Transcription intégrale du manuscrit, Paris 1939.
- Polyphonies du XIIIe siecle. Le manuscrit H 196 de la Faculte de medecine de Montpellier, Tome IV: Études et commentaires, Paris 1948.